# Proceratophrys velhochico
Proceratophrys velhochico — вид жаб родини Odontophrynidae. Описаний у 2022 році.

## Поширення
Ендемік Бразилії. Виявлений у Національному парку Бокейран-да-Онса на півночі штату Баїя. Мешкає у каатинзі на висотах понад 800 м над рівнем моря.